# Bruski (Kaliningrad)
Bruski (Бруски, deutsch Louisenthal) war ein Ort in der russischen Oblast Kaliningrad (Gebiet Königsberg (Preußen)) und bis 1945 ein Gut im ostpreußischen Kreis Preußisch Eylau.

## Geographische Lage
Die Ortsstelle Bruskis liegt im südlichen Westen der Oblast Kaliningrad, elf Kilometer nördlich der einstigen Kreis- und heutigen Rajonshauptstadt Preußisch Eylau (russisch Bagrationowsk).

## Geschichte
1834 ist das Gründungsjahr des Gutsorts Luisental, dessen Name sich nach 1820 Louisenthal schrieb. Bis 1936 war es ein Vorwerk und Wohnplatz zu Knauten  (russisch Prudki) und auch Teil dessen Amtsbezirks im Kreis Preußisch Eylau in Ostpreußen. Zwischen 1902 und 1915 stellte Louisenthal den Amtsvorsteher. Im Jahre 1936 wurde Louisenthal ein Teil der Gemeinde Mühlhausen, als Knauten in eben diese und auch den Amtsbezirk Mühlhausen eingegliedert wurde.
Ab 1945 gehörte Louisenthal mit dem gesamten nördlichen Ostpreußen zur Sowjetunion. Im Jahre 1947 erhielt der Ort die russische Namensform „Bruski“ und wurde dem Gwardeiski selski Sowet (Dorfsowjet Gwardeiskoje – Mühlhausen) zugeordnet. Aber schon lange vor 1975 verlor der Ort seine Eigenständigkeit und gilt heute als untergegangen. Seine Ortsstelle gehört heute zum Munizipalkreis Rajon Bagrationowsk (Stadtkreis Preußisch Eylau) in der Oblast Kaliningrad (Gebiet Königsberg (Preußen)) der Russischen Föderation.

## Religion
Bis 1945 war Louisenthal in die evangelische Dorfkirche Mühlhausen (Gwardeiskoje) in der Kirchenprovinz Ostpreußen der Kirche der Altpreußischen Union, und außerdem in die römisch-katholische Pfarrei Preußisch Eylau (Bagrationowsk) im damaligen Bistum Ermland eingegliedert.

## Verkehr
Zur Ortsstelle von Bruski resp. Louisenthal führt eine Nebenstraße, die bei Gwardeiskoje von der Regionalstraße 27A-017 (ex A 195, frühere deutsche Reichsstraße 128) in westlicher Richtung abzweigt.